# Orelsan
Aurélien Cotentin (n. 1 august 1982, Alençon, Basse-Normandie, Franța), cunoscut după numele de scenă Orelsan, este un rapper francez. S-a făcut cunoscut pe internet datorită cântecului său „Saint-Valentin”, iar mai apoi, în 2008, cu piesa: „Changement”.
Primul său album, „Perdu d’avance”, a fost lansat pe 16 februarie 2009. În martie 2009, se declanșează o controversă asupra titlului unuia dintre cântecele sale „Sale pute” (o piesă ce nu apare pe album și este disponibilă doar pe internet) în momentul in care secretarul de stat, Valérie Létard, a denunțat-o ca fiind instigare la violență împotriva femeilor. În ciuda acestui fapt, albumul a fost nominalizat la „Prix Constantin” din 2009.
Cel de-al doilea album al său,„Le Chant des sirènes”, a fost lansat la data de 26 septembrie 2011 și a fost premiat cu discul de platină.
La cea de-a 27-a ediție a premiilor „Victoires de la musique” din 3 martie 2012, el a fost distins cu „Victoire du meilleur album de musiques urbaines de l’année”  și cu „Victoire de la révélation au public de l’année”.

## Biografie

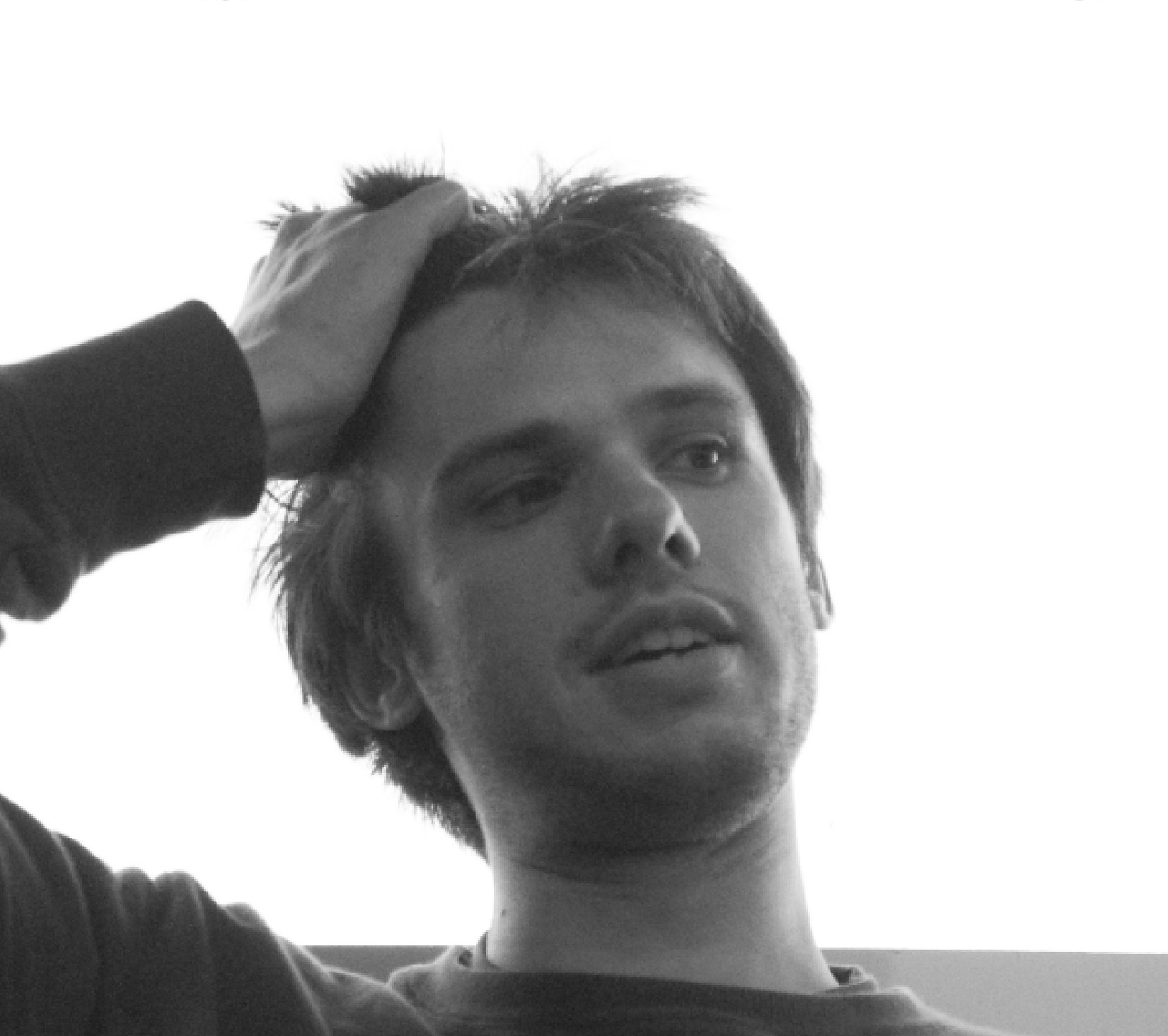

Aurélien Cotentin a crescut în Alençon,  departamentul Orne, ca fiu al unei învățătoare și al unui director de colegiu. Pe la vârsta de 12 ani, pe când el asculta mai degrabă hard rock (Nirvana, Iron Maiden,  Guns N’ Roses, AC/DC etc.), amicii lui, alături de care juca baschet, l-au ajutat să descopere universul rap.
El a promovat examenul de bacalaureat în profil de economie și științe sociale, fiind absolvent al unei clase bilingve de limbă engleză la liceul Victor Hugo din Caen.  Mai apoi este admis la École de management de Normandie din cadrul universității al cărei absolvent devine în 2004. În anul 2000, îl întâlnise pe producătorul muzical Skread (care a mai compus pentru Diam’s, Booba, Rohff sau Nessbeal), iar apoi pe Gringe, împreună formând „Casseurs Flowters”.

## Carieră muzicală
Și-a ales ca nume de scenă „Orelsan”. „Orel” fiind un derivat al numelui său (Aurélien), iar „San” provine din pasiunea sa pentru benzile desenate japoneze (manga); în japoneză  „-san” reprezentând elementul de politețe utilizat în adresarea orală.
Își petrece un an în străinătate la universitatea din Tampa Bay, Florida, unde are o relație ambiguă cu o americancă. Aceasta l-a inspirat în crearea cântecului „50 pour cent”. În 2002, lansează  un mixtape, în continuare fiind prezent cu piese în diferite compilații de rap. La întoarcerea din Statele Unite, el a încercat numeroase mici job-uri (așa cum mărturisește în unele dintre cântecele sale) mai ales cel de paznic de noapte la hotel, unde profita de timpul liber pentru a compune unele din textele sale.
În august 2006, Orelsan încarcă pe YouTube primul său videoclip amator, „Ramen”. În 2007, cunoaște un succes și mai mare datorită clipului „Saint-Valentin”, o parodie sarcastică despre Ziua Îndrăgostiților. Astfel, el atrage internauții către pagina sa de Myspace, unde adaugă în mod regulat noi piese.
În 2008, casa de discuri „3e bureau” îl remarcă și îi propune să îi producă albumul, în colaborare cu „7th Magnitude”, care este casa de discuri a lui Skread și Ablaye. În același an, pe parcursul verii, Orelsan cunoaște o oarecare mediatizare, în special televizată, datorită unei campanii de promovare a pieselor „Changement” (distribuită prin intermediul „TF1 Video”), iar mai apoi, „Nolife”, primul videoclip al rapper-ului realizat de un profesionist.

## Perdu d’avance
Pe 16 februarie 2009, este lansat primul său album, intitulat „Perdu d’avance”. Negativul pieselor a fost compus de Skread, albumul conținând numeroase featuring-uri precum cel cu Gringe și Ron Thal (chitaristul trupei Guns N’ Roses).
Pe site-ul festivalului „Printemps de Bourges”, prezentarea artistului anunță în aprilie 2009 în mod deliberat provocator poziția pe care o ocupă la categoria rap. Considerând că nu a depășit vârsta mentală de 14 ani, capricios ca un elev recalcitrant așezat în ultima bancă, cu răbufniri de virgin frustrat, Orelsan deține toate atuurile pentru a-i scoate din minte pe conformiști. 
La sfârșitului anului 2009, este nominalizat la concursuri de revelații franceze, „Prix Constantin”, și, totodată, este ales de internauți drept cel mai bun artist francez al anului pentru a reprezenta Franța la „MTV Europe Music Awards”.
Pe 26 iunie 2010, cu ocazia emisiunii „Planète Rap”, de pe canalul Skyrock, Jena Lee cântă o piesă proprie, „Je rêve en Enfer”, în duet cu Orelsan. Titlul este modificat, devenind „Je rêve en Enfer (Reste en Enfer)”, textul original fiind revizuit în conformitate cu exigențele rapper-ului, care adaugă un număr considerabil de punchline-uri. Tot în acelasi an, Orelsan atinge cotele lui Nessbeal pentru piesa „Ma grosse”. Participă în sfârșit la proiectul „Diversidad”, cu ocazia căruia se reunesc mai mulți rapper-i din diferite țări europene.
În septembrie 2010, în timpul emisiunii „Canal Street”, a anunțat că începe să lucreze la un nou album, care, din punctul său de vedere, ar trebui să fie lansat in jurul lui martie 2011, dată ce a fost confirmată mai mult sau mai puțin pe 5 decembrie 2010, pe pagina sa de Facebook adresată fanilor: „Lucrul la album decurge bine, după mine ar trebui să apară undeva în jurul lunilor martie/aprilie. Voi începe să dezvălui mai multe despre el la începutul anului 2011”
Colaborarea sa cu Toxic Avenger la piesa „N’importe comment”, a dat naștere la 3 videoclipuri diferite și a dus totodată la apariția unui single sau a unor remix-uri, lansate de casa de discuri „Roy Music”.

## Le Chant des sirènes
La sfârșitul anului 2011, Orelsan a lansat piesa „Raelsan” (făcând referire la Raël), primul extras de pe noul său album fiind planificat pentru 26 septembrie. Aceasta se va intitula „Le Chant des sirènes”.  Apare pe YouTube cel de-al doilea extras al albumului său, „Double Vie”, ce apare totodată și pe Skyrock.
Începând cu iulie și până în septembrie, apar alte 3 noi extrase:
„Plus rien ne m’étonne”-sfârșitul lui iulie, putând fi ascultat gratuit în special pe YouTube;
„1990”-sfârșitul lui august, un omagiu adus anilor ’90, cu o apariție a lui Oxmo Pucino, Olivier Cachin și a membrilor grupului „1985”;
„Suicide social”-12 septembrie.
Pe data de 26 septembrie 2011, este lansat albumul „Le Chant des sirènes”,consacrarea pe care i-o aduce rapper-ului normand, apărând pe prima pagină a revistei „International Hip-hop” , publicație de referință a presei rap în Franța. La exact o lună după apariția sa, „Le Chant des sirènes” îi aduce discul de aur.
În 2012, Orelsa câștigă două „Victoires de la musique” – una pentru „ Album rap et musiques urbaines de l’année, pentru albumul său „Le Chant des sirènes”, iar cealaltă la categoria grup sau solist revelație a publicului.
După concertul susținut la „Olympia”, în Paris, pe data de 31 mai 2012, „Le Chant des sirènes” este premiat cu discul de platină pentru cele 100.000 de exemplare ale sale vândute.
Apare mai târziu alături de Gringe pe mixtape-ul  „A la youv” al lui Canardo în piesa  „Mauvais Plan”. Orelsan apare de asemenea pe albumul lui Flynt, „Itinéraire Bis”, în piesa „Mon Pote”, cât și pe noul album al lui Disiz sau cel al lui Bienjamin Biolay. Orelsan este prezent în mod special în remixul lui Bombadeing de Mokobe alături de Dry, Youssoupha și Leck. În plus a fost solicitat să facă publicitate pentru marca „Reebok” în Franța odată cu începutul lui septembrie 2012.
Cu ocazia unei ediții „Planète Rap” a lui Canardo pe parcursul verii 2012, Orelsan a anunțat  apariția unui nou album sau a unui mixtape cu Gringe, care va fi lansat pe piață undeva între începutul și mijlocul lui 2013, susținând revenirea celor doi „Casseurs Flowters”. Oricum, el trebuie să termine turneul și ia o lună sau două pauză înainte de a anunța o dată exactă.

## Particularități artistice
Primul album al lui Orelsan a beneficiat la data de 16 februarie 2009, în aceeași zi cu apariția sa, de articole promoționale și comparații măgulitoare in „L’Express” și  „Libération”. Potrivit impresarului său, statutul său (un alb din clasa de mijloc, originar din provincie) îl face să fie autoironic, astfel, practicând stilul provocator cu minuțiozitate, folosindu-se de punchline-uri, mici fraze usturătoare. El știe de asemenea și cum să folosească un ton serios: depresia și sentimentul de insatisfacție întâlnită la tânăra generație reprezintă temele abordate de el cu predilecție la fel ca și cotidianul (jocuri video, televizor, internet), fetele (dificultatea de a le agăța, masturbarea, fantasmele).
Alte reviste precum „Têtu”, oficiosul homosexualilor, își pun întrebări în legătură cu textele sale pe care aceștia le consideră ca fiind homofobe.
În „Libération” și „L’Express”, el este comparat cu diverși artiști recunoscuți: rapper alb, nume precum cel al lui Eminem si al lui Mike Skinner (The Streets) sunt aduse în discuție. Asemenea lui Orelsan, Mike Skinner este un rapper alb îndrăgostit de tristețe și plictiseală. Pe de altă parte, după lansarea piesei „Saint-Valentin”, versurile sale provocatoare și crude, îl face să fie comparat tot în „Libération”, cu trupa TTC, comparație ce nu este tocmai pe gustul artistului. De fapt, el consideră că rapp-ul lor cu tendințe electro este mult prea „elitist” și nu se potrivește cu ceea ce face el. În cântecul „Courez courez” chiar spune:„Știu că am fani în acest delir și n-aș vrea să-i supăr, dar când tu mă compari cu cei de la TTC, este ca și cum mi-ai arăta lipsă de respect”.

## Controversa
În martie 2009, cântecul „Sale pute” a dat naștere unei controverse. Rapper-ul întruchipează un bărbat îmbrăcat în costum amenințându-și cu violența fosta prietenă care l-a înșelat, și promițându-i acesteia că îi va „rupe mandibula”, sau că o va face să „avorteze folosind briceagul”. Declanșată de blogger-i , controversa duce la un răspuns prin intermediul consilierilor săi în comunicație: cei de aici susțin că Orelsan nu cântă live această piesă, conștienți că ea poate deranja. Versurile sugerează ideea că „toate persoanele care au experimentat acest tip de problemă ar putea să înțeleagă. În orice caz, aceste versuri nu sunt o scrisoare de amenințare, ori o scrisoare de răzbunare”. Întâmplarea face ca polemica să capete o dimensiune politică, FN-ul denunțând cântecul, iar mai apoi Partidul Socialist, acuzând într-un comunicat că este vorba de „un text scandalos, dacă nu chiar odios, ce incită în mod direct la violență”. Totodată, PS afirmă că „se asociază tuturor vocilor care cer eliminarea lui Orelsan din festivalul „Printemps de Bourges”. Secretarul de stat, Valérie Létard, ia deci cuvântul și susține că melodia „Sale pute” incită la violență sexuală și cere administratorilor de site-uri video on-line, precum Dailymotion, să o scoată („În condițiile în care odată la trei zile, în Franța, o femeie moare din cauza loviturilor primite de la partenerul ei de viață”). Valérie Létard a susținut asociațiile care doresc să depună plângeri împotriva rapper-ului, cât și inițiativa acestora de a se constitui o parte civilă și a depune plângere invocând art. 24 din legea 1881, asupra libertății presei, prevăzând că orice incriminare de a fi provocat comiterea unei crime (viol sau omor), atentat asupra integrității unei persoane sau o agresiune sexuală, trebuie să fie pedepsită cu 5 ani de închisoare și cu o amendă în valoare de 45.000 euro.
Orelsan a fost surprins de această situație, cu atât mai mult cu cât piesa apăruse deja de 2 ani. El explică:  „În acest cântec eu am încercat sa arăt cum un impuls poate transforma pe cineva într-un monstru. Am făcut un videoclip în care eram îmbrăcat la costum și beam alcool pentru a arăta că este vorba de o ficțiune. În orice caz, nu fac apologia violenței conjugale. Atitudinea acestui personaj mă dezgustă, însă am vrut să prezint ura într-un mod artistic, sentiment foarte bine reprezentat în filmul „Portocala mecanică”. Practic, eu am fost deja înșelat de femeia mea, dar aici, mai presus de orice, am vrut să descriu acel acces de furie ce-l poți trăi în astfel de momente. Nu este deloc un text prostesc misogin.” – a declarat el într-un interviu pentru revista „Planète Rap”. Conștient că aceste versuri ar putea șoca, el își prezintă scuzele și afirmă că nu a mai cântat în concert această piesă de câteva luni – piesă ce nu apare nici pe vreunul din albumele sale. Nu în cele din urmă el adaugă:„N-are importanță ce am spus, oricum, sunt mai puțin violent decât serialele de pe TF1, unde, din 5 în 5 minute, un tip este bătut fără niciun motiv la ora 20:30.
Festivalul „Printemps de Bourges” îl păstrează pe cântăreț în programul artistic de pe data de 25 aprilie 2009.„Oricât de scandalos ar fi textul cântecului respectiv, noi l-am angajat pe acest tânăr artist pentru o prestație artistică în cadrul căreia, asemenea albumului, nu include piesa cu pricina. Din acest motiv am decis să nu-l excludem pe Orelsan,  asumându-ne toate alegerile artistice. Acest album hip-hop, interpretat în franceză, ni s-a părut excelent, conținând versuri bune, evidențiind imaginea unei generații (cea de 20 de ani), un pic pierdută și dezamăgită”. François Bonneau (președinte al P.S. din consiliul regional Centre) amenință mai apoi festivalul din punct de vedere financiar, în cazul în care nu se va renunța la această decizie. În cele din urmă, el retrage suma care i-ar fi revenit artistului (1500 €) din subvenția totală de 360.000 € a festivalului.
Doi organizatori au anulat totuși concertele lui Orelsan: cel din data de 2 aprilie la „Confort modern de Paitiers” și cel din data de 29 aprilie la „Cluses” (cu multă părere de rău).  Însă, cântăreața Anaïs Croze, care a scris un cântec pe o temă asemănătoare, i-a luat apărarea: „Nimeni nu mi-a reproșat vreodată tot ce i s-a reproșat lui Orelsan după ce am lansat cântecul „Christina”.”.
Controversa a reizbucnit odată cu festivalul „Francofolies” din La Rochelle, unde Orelsan este scos din program. Cântărețul Cali reacționează față de organizatorii festivalului.  Unul dintre aceștia, Jean-Louis Foulquier o acuză pe  Ségolène Royal, că l-a șantajat la acordarea subvențiilor. Frédéric Lefebvre, purtător de cuvânt la UMP, preia această problemă și declară într-un comunicat, că îl susține pe tânărul interpret, denunțând cenzura pe care Ségolène Royal a exercitat-o asupra lui. Majoritatea nu era însă unanimă în această privință. Ségolène Royal dezminte energic orice șantaj și afirmă că a cerut decât simple informații de la organizatori, declarându-se în același timp mulțumită că artistul a fost scos din program. Pe 14 iulie, Frédéric Mitterrand, ministru al culturii, își afișează susținerea față de rapper, în numele libertății de exprimare – și revocă precedente precum Rimbaud – declarând că această controversă i se pare ridicolă. Judecat în instanță, începând din februarie 2009, pentru „provocare la crimă” la plângerea formulată de organizația „Ni putes, ni soumies”, Orelsan este achitat pe 12 iunie 2012 de tribunalul corecțional din Paris, care a socotit că rapper-ul se exprimă „în 
cadrul libertății sale de exprimare artistică”
În iunie 2012, pentru festivalul „Sakifo” de pe insula Réunion, Consiliul Regional a retras subvenția de 150.000 €, cam 1/10 din bugetul festivalului. Venirea cântărețului era pusă sub semnul întrebării.  În cele din urmă, organizatorii l-au păstrat, dar s-au angajat să ofere, în mod simbolic, câte 1 € pentru fiecare bilet vândut din ziua spectacolului cu Orelsan, către o asociațiile care protestaseră. Cântecul care a dat naștere celei mai mari controverse a fost „Saint Valentin”.

## Discografie

### Albume
| An   | Album                | Clasamente | Clasamente | Clasamente | Certificări      |
| An   | Album                | FR         | BEL Wa     | SWI        | Certificări      |
| ---- | -------------------- | ---------- | ---------- | ---------- | ---------------- |
| 2009 | Perdu d'avance       | 20         | 64         | —          | Sales : 10,000+  |
| 2011 | Le chant des sirènes | 10         | 3          | 32         | Sales : 100,000+ |
| 2017 | La fête est finie    | 1          | 1          | 2          |                  |

### Single-uri
| An   | Single                          | Clasamente | Clasamente      | Clasamente       | Certificări | Album                |
| An   | Single                          | FR         | BEL Wa Ultratop | BEL Wa Ultratip* | Certificări | Album                |
| ---- | ------------------------------- | ---------- | --------------- | ---------------- | ----------- | -------------------- |
| 2011 | "RaelSan"                       | 77         | —               | —                |             | Le Chant des sirènes |
| 2011 | "Suicide social"                | 53         | —               | —                |             | Le Chant des sirènes |
| 2011 | "Plus rien ne m'étonne"         | 46         | —               | 35               |             | Le Chant des sirènes |
| 2011 | "La terre est ronde"            | 9          | 15              | —                |             | Le Chant des sirènes |
| 2012 | "Ils sont cools" (feat. Gringe) | 66         | —               | 31               |             | Le Chant des sirènes |
| 2017 | "Basique"                       | 9          | 10              | 30               |             | La fête est finie    |
| 2018 | "La pluie" (feat. Stromae)      | 10         | 5               | 5                |             | La fête est finie    |

*Did not appear in the official Belgian Ultratop 50 charts, but rather in the bubbling under Ultratip charts.
Other songs
- 2006: "Ramen"
- 2006: "Sauf si c'est pas une métaphore"
- 2007: "Saint Valentin" (feat. Gringe)
- 2007: "Sale pute"
- 2007: "Sous influence"
- 2008: "Bounce"
- 2008: "Egotrips et Freestyles"
- 2010: "N'importe comment" (feat. The Toxic Avenger)
- 2010: "Bouge ta ficelle" (feat. The Toxic Avenger)
- 2010: "Ma grosse" (feat. Nessbeal)
- 2010: "Je rêve en enfer" (feat. Jena Lee)
- 2011: "Tu vas prendre cher" (feat. La Fouine)
- 2011: "La machine" (feat. Luce)

Featured in
| Year | Single                                       | Charts | Charts   | Album |
| Year | Single                                       | FR     | BEL (Wa) | Album |
| ---- | -------------------------------------------- | ------ | -------- | ----- |
| 2012 | "D.P.M.O." (Professor Green feat. Orelsan)   | 160    | –        |       |
| 2013 | "AVF" (Stromae with Maître Gims and Orelsan) | 43     | 38       |       |

## Orelsan Appearances / Featured in
in Diversidad
- "The Experience" (feat. Orelsan, Curse, Marcus Price, Frenkie, Valete, Pitcho, Nach, Mariama, MC Melodee, Remi and Shot, Rival)
- "We Don't Sleep" (feat. Marcus Price, Pitcho, Nach, Remi, Orelsan)
- "Un nouveau monde" (feat. Abd al Malik, Orelsan, Curse, Luche)
- "Cookin in Your Pot" (feat. Orelsan, Marcus Price, Mariama, Frenkie, Luche, Mc Melodee)
- "Slow Down" (feat. Orelsan, Rival, Valette, Shot, Frenkie)

Others
- "D.P.M.O Don't Piss Me Off" (At Your Inconvenience)(Professor Green feat. Orelsan)
- "Tu vas prendre cher (Capitale du Crime 3) (La Fouine feat. Orelsan)
- "Herbes de province remix" (Sixième sens) (feat. Orelsan, Gringe, Meven, Bouchées, Doubles, Kalash l'Afro, 20Syl, Prince d'Arabee, Mahooni)
- "La Machine" (feat. Luce) (2011)
- "Quittez-moi" (feat. Lexicon et 2080) (2011)
- "Tu t'en fous" (Un bon son pour une bonne cause) (Apash feat. Orelsan, Gringe, Specta, Nikkfurie)
- "Can I Kick It" #2 - Freestyle / Orelsan
- "La boîte à rap" (Le Grand JD)
- "J'aime les licornes" (Le Grand JD)

## Discografie: Casseurs Flowters
(duo of Orelsan & Gringe )

(for details, see discography section of Casseurs Flowters)
EPs / Mixtapes
- 2004: Fantasy : Episode 1
- 2013: Orelsan et Gringe sont les Casseurs Flowters

Singleuri
- 2013: "Bloqué"